# Adoption (marknadsföring)
Se även Adoption (olika betydelser)
Adoption är en process inom marknadsföringen som beskriver de mentala steg som kunden går igenom från att den blir medveten om en ny produkt till att den köper produkten. Denna process är en del av konsumentens köpbeteende och beskriver köpprocessen för nya produkter på marknaden.

## Adoptionsprocessens fem steg
Innan en konsument adopterar den nya produkten går kunden igenom 5 steg.
1. Medvetenhet -Det första steget i adoptionsprocessen är att kunden blir medveten om den nya produkten men ännu saknar information om den.[1]
2. Intresse - Andra steget i adoptionsprocessen är intresse. [2] Det bygger på att kunden finner ett intresse för produkten som upptäckts i första steget. Detta intresse leder till att konsumenten aktivt börjar söka information om produkten.
3. Utvärdering - Utvärdering innebär att konsumenten har ett intresse för produkten och börjar ta reda på mer information om den.[1] Kunden utvärderar, jämför och undersöker för att sedan ta beslutet om behovet kan bli uppfyllt av produkten eller inte.
4. Teststadiet - Teststadiet är det fjärde steget i adoptionsprocessen.[1] Detta steg bygger på att en potentiell kund bestämmer en produkts värde genom att testa den, det kan innebära allt från att man provsmakar en ost till att man provkör en bil.
5. Adoption - Kunden väljer i det sista steget efter att ha gått igenom processen att köpa produkten eller tjänsten och använda den regelbundet.[1]

## Adoptionskategorier
Konsumenter adopterar nya produkter olika fort beroende på sin personlighet. Det finns fem olika kategorier konsumenterna kan delas in i.

Adoptionskategorierna

1. Innovatörer, 2,5% - Innovatörerna är mer riskbenägna än övriga adoptionskategorier då det är de som är först med att adoptera nya produkter eller idéer.[4] Innovatörerna är oftast yngre, mer välutbildade och har en högre inkomst än de andra adoptionskategorierna samt tar beslut utifrån sina egna värderingar.
2. Tidiga adoptörer, 13,5% -  Den del av befolkningen som likt innovatörerna köper produkter i ett tidigt skede, men är lite försiktigare.[4] Det är denna kategorin som har åsikter och yttrar sig om produkter, vilket resulterar i att de tidiga adoptörerna ofta delger råd och information om produkterna till andra potentiella konsumenter.
3. Tidig majoritet, 34% - Är mer försiktiga och väntar tills produkten är testad av andra.[4] De är ändå snabbare med att köpa produkten än flertalet.
4. Sen majoritet, 34% - Sen majoritet är den stora delen av befolkningen som långsamt tar till sig nya produkter.[4] De adopterar en innovation när en majoritet har prövat den.
5. Eftersläntrare, 16%. Eftersläntrare är kritiska till innovationer.[1] De adopterar nya produkter först när de har blivit en standard på marknaden.

## Faktorer som påverkar en innovations adoptionsframgång
En ny produkts karaktär påverkar dess framgång att adopteras av konsumenterna. En del innovationer adopteras på en gång medan andra kan ta flera år. Det finns fem faktorer som påverkar produktens adoptionsframgång.
1. Relativa fördelar - Hur överlägsen en ny produkt är jämfört med befintliga lösningar.[1]
2. Kompatibilitet - Hur väl kommer innovationen passa in i samhället idag.[1] Är marknaden redo för förändringen?
3. Komplexitet - Hur komplex är den nya produkten.[1] Har konsumenterna kunskapen att använda den?
4. Delbarhet - Hur tillgänglig är produkten för marknaden.[1] Är den för dyr för att den stora massan ska få tillgång till den?
5. Kommunicerbarhet - Hur innovationens fördelar syns och kan spridas.[1]